# فلافيو منديز سانتياغو
فلافيو منديز سانتياغو (بالإسبانية: Flavio Méndez Santiago)‏ هو بارون مخدرات مكسيكي، ولد في 11 مارس 1975 في ولاية فيراكروز في المكسيك.